# Por tu calle
Por tu calle è un singolo del duo musicale spagnolo Pepe y Vizio, in collaborazione con la cantautrice spagnola Ana Mena e con il produttore discografico spagnolo Kiddo, pubblicato il 4 aprile 2025 come primo estratto dall'album in studio Puchero.

## Descrizione
Il brano è scritto dallo stesso duo musicale con Ana Mena, Juan Pedro Moreno Carril, in arte Kiddo e Sara Schell Guedez, è prodotto dagli stessi Pepe y Vizio con Kiddo.

## Video musicale
Il video musicale, diretto da Yungakita e Revs, è stato pubblicato in concomitanza all'uscita del brano attraverso il canale YouTube del duo musicale.

## Tracce
Testi e musiche di Ana Mena Rojas, José Sanchez-Vera Serrano, Juan Pedro Moreno Carril, Sara Schell Guedez e Vicente Perez Carmona.
1. Por tu calle (feat. Ana Mena e Kiddo) – 3:44

## Formazione
- Pepe y Vizio – voce, produzione
- Ana Mena Rojas – voce
- Juan Pedro "Kiddo" Moreno Carril  – produzione
- Luis del Toro – masterizzazione